# Frontière entre l'Algérie et le Maroc
 (avril 2025).
 (avril 2025).
La frontière entre l'Algérie et le Maroc est une frontière terrestre internationale délimitée par une convention signée à Rabat en 1972 et ratifiée par l'Algérie en 1973 puis par le Maroc en 1992. 
Elle s'étend, selon les sources, de 1 739 à 1 900 kilomètres, ou de 1 778 à 1 941, kilomètres si on inclut  les 39 à 41 km de la frontière entre l'Algérie et le Sahara occidental, territoire disputé par le Maroc et la République arabe sahraouie démocratique.
La frontière terrestre entre l’Algérie et le Maroc est fermée à tout passage depuis 1994.

## Historique

### Période précoloniale

#### Frontières nord
Définitivement stabilisée à la fin du XVIIIe siècle, la frontière est jusqu'alors fluctuante, Najima Thay Thay Rhozali rappelant que « les pays du Maghreb n'ont connu des frontières qu'après l'établissement militaire des Européens dans ces contrées ». Auparavant, la notion de frontière est inexistante, permettant une grande mobilité des populations qui ne reconnaissent pas les tentatives de délimitation.
Sous le règne de la dynastie saadienne, la Moulouya sert de frontière entre le Maroc et la Régence d'Alger, arrêtant « l'hégémonie des Turcs ottomans » vers l'ouest. Anthony S. Reyner fait démarrer cette délimitation à son embouchure, sans lui faire suivre l'ensemble du cours, la présentant comme la « frontière orientale traditionnelle du Maroc » mais aussi une zone de conflit pour la possession d'Oujda. La Moulouya est une limite fixée d'un commun accord même si Oujda (1549) puis Debdou (1563), à l'est de la Moulouya, sont prises par les Saadiens, la première pour un temps. La frontière de la Moulouya est respectée de part et d'autre pendant un siècle après l'assassinat du roi saadien Mohammed ech-Cheikh (1557).
Le prince alaouite Mohammed Ier reprend Oujda en 1641, razzie la région de Tlemcen et pousse même jusqu'à Laghouat, avant que les Turcs n'obtiennent qu'il se tienne « en deçà de la Tafna ». Quelques coups de force sont aussi tentés contre Oran, considérée comme marocaine par la dynastie des Alaouites. Mohammed Ier s'engage, dans un traité négocié avec le pacha d'Alger en 1647, à ne plus franchir la Tafna, « considérée alors comme la frontière commune délimitant les influences turques des influences chérifiennes ». En 1651, il soumet la région de Nedroma avant de revenir sur Oujda qui retombe aux mains des Turcs vers 1692. Malgré ces contestations frontalières, les Turcs considèrent la Tafna comme limite entre les territoires marocain et turc.
Le sultan alaouite Moulay Ismail tente à son tour une incursion jusqu'au Djebel Amour en 1678-1679 mais, défait par l'artillerie turque, doit reconnaître la limite sur la Tafna,, après que des lettres de ses prédécesseurs, Mohammed Ier et Moulay Rachid, reconnaissant cette délimitation, lui soient présentées ; le traité n'est sans doute pas appliqué car une garnison turque demeure à Nedroma, ce que confirme Pierre Boyer, qualifiant la frontière sur la Tafna de « théorique ».
À la fin du XVIIIe siècle, le sultan alaouite Moulay Slimane réoccupe Oujda qui est intégrée au territoire marocain en 1795 et la frontière définitivement fixée à l'oued Kiss. Dans le même temps, entre 1792 et 1830, les sultans alaouites harcèlent les beys d'Oran, « successeurs patrimoniaux de l'Espagne », avant de profiter de l'effondrement de la Régence d'Alger pour lancer leur armée sur l'Oranie : les habitants de Tlemcen reconnaissent bientôt le sultan marocain Abd ar-Rahman ibn Hicham comme leur suzerain.

### Période coloniale

#### Frontières nord

Frontière entre le Maroc et l'Algérie en 1963.

La frontière entre l'Algérie française (les Territoires du Sud compris) et le Maroc se divise en trois tronçons qui ont été définis successivement : de la mer Méditerranée à Figuig, de Figuig à la Hamada du Guir, de la Hamada du Guir au Sahara espagnol.

#### De la Méditerranée à Figuig
Le premier tronçon a été défini pour la première fois par le traité de Lalla Maghnia signé le 18 mars 1845, par le général comte de la Rüe, pour la France, et le sid Ahmida Ben-Ali, pour le Maroc.
Ce traité, qui fait suite à la bataille d'Isly remportée par le maréchal Bugeaud, fixe la frontière de l'embouchure de l'oued Kiss, sur la côte méditerranéenne, jusqu'au col de Teniet-Sassi, dans l'Atlas tellien, à 120 kilomètres de la Méditerranée.
De Teniet Sassi à Figuig, le tracé correspond à « une ligne fictive médiane » entre les deux séries de postes énumérés dans le traité précité. Jusqu'à la fin de la période coloniale, ce tracé, qui n'est pas officiellement reconnu par le Maroc, ne donne lieu qu'à peu de contestations. Pour autant, en 1963, le gouvernement français concède que son homologue marocain serait fondé à réclamer la palmeraie d'El-Adjar qui appartient aux habitants de Figuig et que les autorités françaises d'Algérie ont renoncé à recenser en 1950.

#### De Figuig à la hamada du Guir
Au sud de Figuig et jusqu'à la hamada du Guir, les limites entre l'Algérie française et le Maroc sont restées moins précises. Les administrations françaises de l'Algérie et du protectorat au Maroc se sont efforcées d'adapter aux données géographiques et humaines les stipulations des deux accords franco-marocains antérieurs au protectorat.
Le premier est le protocole du 20 juillet 1901, signé à Paris par le ministre français des Affaires étrangères, Théophile Delcassé, et son homologue marocain, Abdelkrim ben Slimane. Il nomme une commission commune de mise en œuvre de leur coopération commune le long de la frontière. L'accord du 20 avril 1902, est le résultat du travail de la commission commune décidée lors du protocole du 20 juillet 1901. Dans son article 1er, il est dit: « l'autorité chérifienne sera consolidée entre la Méditerranée et Figuig avec le concours de la France, le royaume aidera la France à asseoir le sien au Sahara ». L'article IX demande la nomination d'un administrateur marocain de Figuig devant aider les autorités algériennes à assurer l'ordre et la paix à Kenadsa, Béchar et Ouakda.
Le second accord est celui du 4 mars 1910, signé à Paris par le ministre français des Affaires étrangères, Stephen Pichon, et, pour le Maroc, Mohammed El Mokri et Abdellah El Fassi.
Les deux accords étant imprécis et parfois contradictoires, les administrations françaises cherchent un tracé plus précis. Un premier tracé, connu comme la ligne Varnier, est proposé dès 1912 par Maurice Varnier. Un second tracé, connu comme la ligne Trinquet, est proposé en 1938 par le colonel Trinquet. Ces deux projets de frontière ne sont pas officiellement homologués bien que la ligne Trinquet serve de frontière de fait jusqu'en 1956 et la fin du protectorat français au Maroc. Jusqu'en 1962 et l'indépendance de l'Algérie, le gouvernement marocain considère la ligne Trinquet comme la frontière orientale minimale du Maroc. En 1963, le gouvernement français reconnaît que son homologue marocain serait fondé à invoquer les accords de 1901 et de 1910 qui lui sont plus avantageux, notamment parce que Meridja, poste algérien situé sur la ligne Trinquet, figurait en 1912 au nombre des postes reconnus au sultan. Le gouvernement français concède néanmoins que son homologue algérien pourrait soutenir que les autorités françaises ne considéraient pas la ligne Trinquet comme une véritable frontière puisqu'en 1958, le commandement français en Algérie l'avait repoussée vers l'ouest, pour des raisons stratégiques, créant ainsi une troisième ligne, connue comme la ligne opérationnelle.

#### De la hamada du Guir au Sahara espagnol
Nul accord franco-marocain, « si vague soit-il », ne se rapporte au tronçon allant de la hamada de Guir au Sahara espagnol. En 1938, le colonel Trinquet a certes prolongé sa ligne en tenant compte de l'obédience administrative des populations, de leurs terrains de parcours traditionnel ainsi que des accidents géographiques.
Au-delà de Teniet Sassi, une décision ministérielle française du 21 mai 1912 fixe une frontière provisoire dite « ligne Varnier ». Elle passe près d'Ich, Figuig et Tiberiatine. La région de Tindouf est conquise par les Français en 1934 ; elle sera plus tard revendiquée par le royaume du Maroc.

### Depuis l'indépendance du Maroc

Le « Grand Maroc » revendiqué par l'Istiqlal en 1956

En juillet 1956, à peine quelques mois après l'indépendance du Maroc, Abdelkebir el Fassi publie en première page du journal de l'Istiqlal El Alam une carte du Grand Maroc. Quelques jours plus tard, son cousin Allal El Fassi, président de l'Istiqlal, publie dans le même journal un article où il déclare que « pour des raisons de géographie, d'histoire et de droit international, les "frontières naturelles" du Sahara marocain s'étendent jusqu'à la frontière entre la Mauritanie et le Sénégal ». Il rappelle qu'il milite pour cette théorie depuis 1948. Il affirme les revendications sur le Touat, Béchar et Tindouf. Le roi Mohammed V adopte officiellement cette politique en février 1958 en se déplaçant à M'hamed, dans le sud du Maroc, pour remercier ses "fidèles sujet sahraouis" à l'intérieur et à l'extérieur du Maroc (Reguibat, Tekna, Oulad Delim, Chenguit...). Depuis, le Maroc ne cesse de répéter qu'il n'existe aucune frontière au sud de Teniet-Sassi. 
- 6 juillet 1961, convention signée entre le roi Hassan II et Ferhat Abbas, président du GPRA, reconnaissant le problème posé par la délimitation arbitraire des frontières imposé par la France et instituant une commission algéro-marocaine pour l'étudier, en vue d'une solution au lendemain de l'indépendance de l'Algérie[27].

### Depuis l'indépendance de l'Algérie
- Du 1er octobre au 5 novembre 1963, la guerre des sables. Trêve signé à Bamako.
- Mai-juillet 1966, incidents à la suite de la nationalisation des mines de Gara Djebilet par l'Algérie.
- 15 janvier 1969, Signature du Traité d'amitié de bon voisinage et de coopération d'Ifrane[28].
- Juillet 1970, mise en place d'une commission mixte de bornage.
- 15 juin 1972, signature au nom du président algérien Houari Boumédiène et du roi du Maroc Hassan II, par leurs ministres des affaires étrangères Abdelaziz Bouteflika et Ahmed Taibi Benhima, de la « Convention relative au tracé de la frontière d'État établie entre le Royaume du Maroc et la République algérienne démocratique et populaire[29] » mettant fin aux revendications marocaines sur le Sahara algérien[30].
- 17 mai 1973, ratification de cette convention par l'assemblée algérienne[31].
- 22 juin 1992, la Chambre des représentants du Royaume chérifien ratifie à son tour la convention délimitant la frontière avec l’Algérie[32].

- 1994, à la suite de l'attentat de Marrakech décision marocaine d'imposer le visa aux ressortissants algériens, l'Algérie ferme ses frontières avec le Maroc.
- 31 juillet 2004, l’accès au territoire marocain n’est plus soumis aux formalités de visa.
- 2005 : le visa d'entrée en Algérie est levé à son tour.

### Fermeture de la frontière en 1994
À la suite de l'attentat du 24 août 1994 dans l'hôtel Atlas Asni de Marrakech, les relations se crispent entre les deux pays. Le groupe de terroristes étant composé de Français d'origine algérienne et marocaine, le Maroc, suspectant l'implication des services secrets algériens, décide de renvoyer du royaume les ressortissants algériens sans carte de séjour, et instaure un visa obligatoire pour ceux désirant se rendre sur le territoire. L'Algérie répond à ces mesures par une fermeture totale des frontières terrestres (cette fois ci, les frontières aériennes restent ouvertes), et s'oppose fermement à leur réouverture une fois levée l'obligation de visa par le Maroc.
Selon Fatiha Daoudi, la fermeture qui perdure depuis 1994 est justifiée par les « frustrations et des susceptibilités accumulées lors de la guerre des sables et après la récupération du Sahara occidental qui par ailleurs ont eu, toutes deux, pour cause directe la contestation des frontières héritées du colonialisme ».

## Caractéristiques
La frontière entre l'Algérie et le Maroc a fait l'objet d'une convention signée en 1972 entre les deux pays et enregistrée à l'ONU le 14 mai 1988. Elle reste un sujet sensible : son tracé n'est pas indiqué sur la carte Michelin du Maroc au 1/1 000 000e ; les tracés indiqués par d'autres éditeurs sont en pointillés en dessous du 34e parallèle, et contradictoires : la carte routière Rough guides indique un tracé proche de celui de la convention citée plus haut, celle commercialisée par l'IGN français s'en écarte sensiblement.

### Nord
- La frontière entre le Maroc et l'Algérie débute au nord par l'Oued Kiss sur près de 48 kilomètres jusqu'à quelques kilomètres du poste-frontière de Zoudj Baghel entre les villes de Oujda (Maroc) et Maghnia (Algérie). Il commence à son embouchure sur la Méditerranée en séparant les villes de Saïdia (Maroc) et Marsa Ben M'Hidi (Algérie).
- Après le contournement de ville d'Oujda, la frontière retrouve un obstacle naturel avec les massifs de Beni Snous et Beni Bou Saïd qui s'étendent à l'est côté algérien.
- Après un tracé plus ou moins rectiligne, la frontière épouse en partie les courbes de l'Oued Bou Arjam dans la vallée aride du Chott El Gharbi (lac salé) dans la wilaya de Naâma. Elle se prolonge avec d'un côté la plaine aride côté marocain et la plaine steppique côté algérien.

### Hamada du Guir
- Ensuite ce sont les monts des Ksour contreforts de l'Atlas saharien qui serviront de frontière naturelle à l'exception de l'enclave formée par la région de l'Oasis de Figuig.
- Un lignage est-ouest de près de 160 km de long au nord de Béchar jusqu'à l'Oued EchChair le long duquel elle descend plein sud sur une quarantaine de kilomètres jusqu'à l'Oued Guir.
- Elle repart de façon linéaire sur un axe est-ouest sur près de 80 kilomètres avant de repartir plein sud à travers le Hamada du Guir. La frontière est matérialisée par un léger massif côté algérien et par les dunes de Merzouga côté marocain.

### Hamada du Draâ
- La frontière continue sur près de 200 kilomètres sur un axe nord-est - sud-ouest le long des contreforts rocheux du Hamada de la Daoura jusqu'à Dayet Ahrbor et la vallée du Draâ.
- Elle suit ensuite les lignes de crêtes le long de l'oued Draâ sur 380 kilomètres  jusqu'au méridien 8° 40' ouest.
- Enfin la frontière suit le méridien 8° 40' ouest vers le sud sur 116 kilomètres jusqu'au tripoint entre l'Algérie, le Maroc, et le Sahara occidental.

### Contrebande et dysfonctionnement de l'État
La contrebande organisée autour de la frontière algéro-marocaine, fermée depuis 1994, révèle ici un dysfonctionnement des deux États qui ne parviennent pas à éradiquer ce phénomène et à faire appliquer leur volonté de fermeture des frontières.
Pour Fatiha Daoudi, chercheuse associée au Centre Jacques-Berque et militante des droits humains, ce dysfonctionnement réside dans trois éléments : le caractère unique de la vie frontalière, une incapacité matérielle des deux États et la tolérance existant entre frontaliers et surveillants des frontières. Ainsi, si la fermeture de la frontière est en théorie appliquée, la circulation des biens entre les deux pays continue d'exister et le franchissement de la frontière par les individus voulant rejoindre leur famille reste fréquent.